# Christopher Operi
Christopher Téa Operi (* 29. April 1997 in Abidjan) ist ein ivorisch-französischer Fußballspieler, der aktuell bei Istanbul Başakşehir FK in der Süper Lig spielt.

## Karriere

### Verein
Operi begann seine fußballerische Ausbildung 2012 bei SM Caen. Dort spielte er bereits 2014/15 neben der Juniorenmannschaft bei der zweiten Mannschaft in der National 3. Auch 2015/16 spielte er dort und kam auch zu Torerfolgen. Neben weiteren Spielen in der fünftklassigen National 3 stand er in der Spielzeit 2016/17 auch schon in der Ligue 1 bei den Profis im Kader.
Dennoch wechselte er im Sommer 2017 zum Zweitligisten LB Châteauroux. Am 9. Spieltag stand er dort gegen den GFC Ajaccio in der Startelf und konnte somit sein Profidebüt feiern. Bis zum Ende der Saison 2017/18 spielte er jedoch nur ein weiteres Ligaspiel. 2018/19 war er über große Teile der Saison Stammkraft und spielte insgesamt 22 Ligapartien. Am 18. Spieltag der Spielzeit 2019/20 traf er bei einer 1:2-Niederlage gegen die AS Nancy das erste Mal auf professioneller Ebene. In der Saison spielte er 23 von 28 Ligaspielen und konnte dabei zwei Tore schießen. In der Spielzeit 2020/21 spielte Operi dann 26 Mal, schoss ein Tor und bereitete zwei Treffer vor.
Nachdem Châteauroux als Tabellenletzter in die National abgestiegen war, wechselte er nach Belgien zur KAA Gent. Direkt am ersten Spieltag wurde er gegen die VV St. Truiden eingewechselt und debütierte in der Division 1A. Fast zwei Monate später debütierte er im ersten Gruppenspiel der Conference League gegen den FC Flora Tallinn bei einem 1:0-Sieg auf internationaler Ebene. 2021/22 spielte er zehn Ligaspiele und sechs Conference-League-Spiele, einschließlich der Qualifikation. Zudem lief er in einem Pokalspiel auf, welchen die Mannschaft später, ohne Operi im Finale, gewann.
Nachdem er dort nicht wirklich zum Stammspieler avancieren konnte, wechselte Operi zurück nach Frankreich zum Le Havre AC. Dort spielte er in der Saison 2022/23 35 Mal, traf zweimal, in einem Spiel, und stieg als Meister mit seinem neuen Klub in die Ligue 1 auf. Daraufhin durfte er bei einer 1:2-Niederlage am zweiten Spieltag gegen Stade Brest sein Debüt in der höchsten französischen Spielklasse feiern, als er zudem das einzige Tor der Mannschaft vorbereitete. Sein erstes Tor in der Ligue 1 schoss er im ersten Spiel des Jahres 2024 bei einem 3:1-Siegüber Olympique Lyon, als Operi das 1:0 vorbereitete und das finale Tor zum 3:1-Endstadt selbst schoss. Insgesamt traf er in der Ligue 1 2023/24 dreimal und legte fünf Tore in 28 Einsätzen auf. Nach dem erfolgreichen Klassenerhalt spielte er in der Hinrunde der Saison 2024/25 13 weitere Ligue-1-Partien, wobei er zwei Tore vorbereitete.
Im Januar 2025 wechselte er in die Türkei zum Istanbul Başakşehir FK.

### Nationalmannschaft
Operi debütierte am 7. Juni 2024 nach später Einwechslung gegen Gabun in der WM-Qualifikation für die ivorische A-Nationalmannschaft. Er entwickelte sich schnell zum Stammspieler und spielte im Jahr 2024 siebenmal für das Nationalteam, sechsmal davon in der Afrika-Cup-Qualifikation, einmal in der WM-Qualifikation.

## Erfolge
KRC Genk
- Belgischer Pokalsieger: 2022

Le Havre AC
- Französischer Zweitligameister: 2023  ▲